# Isola di De-Livron
L'isola di De-Livron (in russo Остров Де-Ливрона?) è un'isola russa che fa parte dell'arcipelago Rimskij-Korsakov; si trova nella parte occidentale del golfo di Pietro il Grande, nel mare del Giappone, nell'Estremo Oriente russo. Appartiene amministrativamente al Chasanskij rajon, del Territorio del Litorale ed è inclusa nella Riserva della biosfera marina dell'Estremo Oriente (Дальневосточный морской биосферный заповедник). Si trova 63 km a sud-ovest di Vladivostok.

## Geografia
L'isola è lunga circa 1,16 km e larga 0,45 km, e ha una superficie di circa 0,39 km². L'altezza massima è di 58,5 m s.l.m. La superficie dell'isola è prevalentemente pianeggiante, ricoperta d'erba, arbusti e boschi di latifoglie.  Le coste orientali e meridionali dell'isola sono alte, rocciose, ripide e formano delle falesie di colore rossastro. La costa occidentale digrada in una spiaggia di sassi. 

## Storia
L'isola è stata scoperta nel 1851 da baleniere francesi e l'anno successivo è stata descritta dal brigantino Caprice della Marina francese. È stata esaminata e descritta nel 1854 dagli equipaggi russi della fregata Pallada e dello schooner Vostok. Nel 1863, è stata studiata in dettaglio dalla spedizione guidata dall'ufficiale di marina Vasilij Matveevič Babkin a bordo della corvetta Kalevala. Ha preso il nome dell'ufficiale di corvetta Andrej Karlovich De-Livron (o Delivron).